# Fabaeformiscandona wegelini
Fabaeformiscandona wegelini är en kräftdjursart som först beskrevs av Petkovski 1962.  Fabaeformiscandona wegelini ingår i släktet Fabaeformiscandona och familjen Candonidae. Inga underarter finns listade i Catalogue of Life.